# ツリガネニンジン
ツリガネニンジン（釣鐘人参、学名: Adenophora triphylla var.  japonica ）はキキョウ科ツリガネニンジン属の多年草。芽生えた若苗は山菜として利用され、俗にトトキとよばれる。

## 名称
和名ツリガネニンジンの由来は、花が釣鐘形で、根の形がチョウセンニンジンに似るのでこの名がある。地方によって別名は、トトキ、アマナ、ツリガネソウ、チョウチンバナ、ヌノバ、ミネバ、ヤマシャジンなどの方言名でも呼ばれている。アイヌ語名ではムケカシ。中国植物名は、南沙参（なんしゃじん）。

## 分布と生育環境
日本の北海道・本州・四国・九州（及び琉球諸島）の全国に分布するほか、日本国外では樺太、千島列島に分布する。山野、山麓、山地の草原、林縁、草刈などの管理された河川堤防、山道の脇、林縁などに自生する。排水が良く、日当たりの良い所を好む性質で、集団をつくって群生する。

## 形態・生態
多年草。地下には白く肥厚した、太くてまっすぐな根を持つ。茎はまっすぐに伸びて、高さは40 – 100 センチメートル (cm) になり、全体に毛がある。根生葉は円心形で花期には枯れてしまう。茎につく葉は、ふつう3 - 5枚ずつ茎を囲んで輪生し、上部は互生する。多くは輪生するが、なかには対生、互生するものもある。葉身は長楕円形、卵形、楕円形、披針形と変化が多く、やや厚みがあってつやがない。長さは4 - 8 cmで葉縁には鋸歯がある。植物体を切ると白い乳液が出て、手につくと黒くなる。
花期は夏から初秋（8 - 10月ごろ）で、分枝した茎の頂部に円錐状の花序を形成し、淡紫色の鐘形の花を下向きに咲かる。花は茎に段になって多数付き、少数ずつ輪生する。花冠は長さ15 – 20ミリメートル (mm) で先端はやや広がり、裂片は反り返る。萼片は糸状で鋸歯があり、花柱が花冠から突出する。
果実は蒴果で、広楕円形で下向きにつき、先を閉じて先端に残る細い萼片が目立つ。果実は未熟果は緑色だが、熟すと褐色になり、つけねの一部が反り返って3個の穴が開き、中から多数の種子を出す。種子は小さく、長さ2 mmほどの長楕円形で、果皮は淡褐色でなめらか。

## 変異
非常に変異の大きい種である。特に花期以外の時期には葉の形、葉序などが大きく異なるものがあり、混乱させられることがたびたびある。
種としても変異が大きく、以下のような変種がある。
- 基本変種はサイヨウシャジン(var. triphylla)で、花冠がやや細い壺型であること、花柱が長く突き出すことで区別される。本州では中国地方、九州、琉球列島に、また国外では中国、台湾に分布する。
- 本州中部地方以北の高山や北海道には高山植物的になったものがあり、ハクサンシャジン、あるいはタカネツリガネニンジン(var. hakusanensis Kitam.)という。花茎の高さ30-60cm、花冠は広鐘状で花序の小枝が短く、密集した総状花序になる。
- 四国の一部の蛇紋岩地帯には背丈が低く、葉が線形で花冠の長さが1cmたらずと小柄なものがあり、オトメシャジン(var. puellaris Hara)と呼ばれる。

## 利用
春のおいしい山菜で、トトキとよばれ親しまれている。秋の掘り採った根は薬用にもできる。花姿が美しく、観賞用に栽培されることも多い。

### 食用

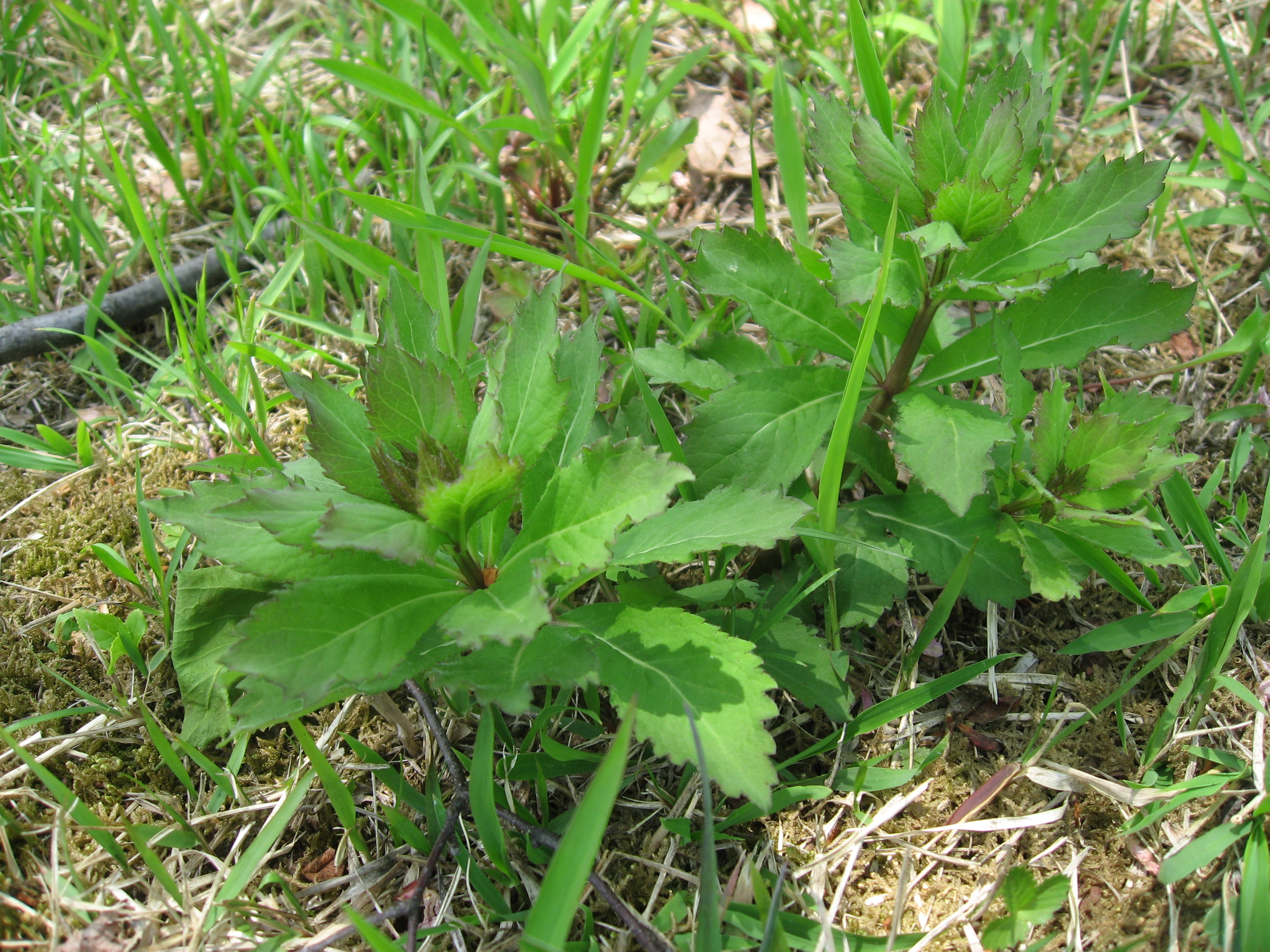
山菜トトキで知られる春の若い芽

若苗、若葉、花を食用にできる。春の若い芽は、山菜のトトキとして食用にされ、あくやクセがない淡泊な味わいで素朴な風味で人気がある。トトキとは、ツリガネニンジンのことを指し、「山でうまいはオケラにトトキ　里でうまいはウリ、ナスビ　嫁に食わすは惜しうござる（嫁にやれない味の良さ）」と長野県の俚謡で歌われるほど、庶民のあいだで美味しいものの一つに例えられている。
採取時期は暖地が4月ごろ、寒冷地では5月ごろとされ、春に芽生えた若苗と、少し伸びたものは先端のやわらかい若芽を摘む。環境保全のための採取時のマナーとして、1株に半分以上の芽を残すようにし、根は掘り採らないようにすることが注意喚起されている。さっと茹でて水にさらし、おひたしにするのが一般的で、和え物、炒め物、煮びたし、菜飯にして食べられる。また生のまま天ぷらや汁の実にもする。花は酢の物、サラダの彩り、さっと茹でてすまし汁の椀種にできる。塩漬けや乾燥による保存もできる。
姿が朝鮮人参に似た根は強壮作用があるといわれ、年間を通じて採取でき、細いひげを取ってから千切りにしてきんぴらなどにする。

### 生薬
2年以上経った長い紡錘形から円柱形の根は沙参（しゃじん）または南沙参（なんしゃじん）と称し、生薬として利用される。秋（11月ごろ）の地上部が枯れたときに根を掘り出し、細根を取り除いたものを天日乾燥させたものが使われ、1日量5 - 10グラムを400 - 600 ccの水で半量になるまで煎じて、1日3回に分けて服用したりうがいする用法が知られる。健胃、痰きり、鎮咳に効能があるとされ、強壮効果もあるといわれる。
日本では沙参というとツリガネニンジンを指すが、中国ではハマボウフウのことをいう。これを区別するため、ツリガネニンジンを南沙参、ハマボウフウを北沙参（ほくしゃじん）と呼ぶ。昔は朝鮮人参の偽物に用いたといわれるが、朝鮮人参とは薬効は異なり代用にはならない。

## 近縁種
- ソバナ 岨菜、学名： Adenophora remotiflora
- フクシマシャジン 福島沙参、学名： Adenophora divaricata
- ツルニンジン：朝鮮でトドックと呼ばれる代表的な山菜。呼び名がトトキと似ているが関係の有無は不明。日本薬学会は「『トトキ』とはツリガネニンジンの古い呼び名で朝鮮語に由来しています」としている[17]。